# Conjunt d'habitatges al carrer Sant Pere, 104-108 (Vic)
El Conjunt d'habitatges al carrer Sant Pere, 104-108 és una obra de Vic (Osona) inclosa a l'Inventari del Patrimoni Arquitectònic de Catalunya.

## Descripció
Conjunt de cinc cases entre mitgeres. Aquestes consten de planta baixa i dos pisos i estan cobertes amb teula àrab, a dues vessants. Guarden una gran unitat quant a estructura: s'obren en portal d'arc carpanell a la planta i només en un d'ells s'hi obre una finestra que és protegida amb reixa. Les mides de les obertures sofreix una degradació amb l'alçada. En els primeres pisos, s'hi obren finestres llevat en una que hi ha un balcó i als segons més finestres. El voladís de la teulada és força ampli i està recobert per llosetes i colls de fusta. A la part posterior hi ha les hortes del carrer de Sant Pere. Les cases als números 110 i 112 estan enderrocades.

## Història
És possible que fossin construïdes al segle xviii, i tot i guardar una igualtat d'estructures han estat adaptades a les necessitats dels seus propietaris. Situat a l'antic raval del carrer Sant Pere, el creixement del qual fou degut a la creació d'obres públiques i assistencials. En aquest sentit, el rei Jaume I, al 1245, hi estableix una orde de mercedaris i el mateix monarca mana desplaçar l'antic camí de Barcelona del carrer de Sant Francesc al carrer de Sant Pere, això portà a la construcció del pont Pedrís damunt el riu Mèder. Al segle xiv s'hi instal·laren els primers edificis de l'hospital que al segle xvi culminarien amb l'edifici actual. Al segle xviii s'hi construí l'actual església dels Trinitaris. El carrer Sant Pere sembla viure d'esquena a la modernització i restauració dels altres nuclis urbans.